# Майское сельское поселение (Республика Алтай)
Майское се́льское поселе́ние — муниципальное образование в Турочакском муниципальном районе Республики Алтай Российской Федерации.
Административный центр — село Майск.

## История
Статус и границы сельского поселения установлены Законом Республики Алтай от 13 января 2005 года № 10-РЗ «Об образовании муниципальных образований, наделении соответствующим статусом и установлении их границ».

## Население
| 2010 | 2011 | 2012 | 2013 | 2014 | 2015 | 2016 | 2017 | 2018 |
| ---- | ---- | ---- | ---- | ---- | ---- | ---- | ---- | ---- |
| 217  | →217 | ↘193 | ↘182 | ↘157 | ↘141 | ↘131 | ↘121 | ↘115 |
| 2019 | 2020 | 2021 |      |      |      |      |      |      |
| ↗119 | ↘118 | ↘96  |      |      |      |      |      |      |

## Состав сельского поселения
| № | Населённый пункт | Тип населённого пункта       | Население |
| - | ---------------- | ---------------------------- | --------- |
| 1 | Майск            | село, административный центр | ↘118      |
| 2 | Талон            | село                         | →13       |